# Spilosoma rubroventralis
Spilosoma rubroventralis là một loài bướm đêm thuộc phân họ Arctiinae, họ Erebidae.